# Chiesa di San Domenico (Cosenza)
La chiesa di San Domenico è un edificio religioso situato a Cosenza, in Calabria.
Sorge, a 230 metri s.l.m., in piazza Tommaso Campanella sulla riva sinistra del fiume Busento, un'area che rappresenta il luogo di congiunzione tra la città antica e la città moderna che da piazza dei Bruzi si sviluppa lungo corso Mazzini.

## Storia

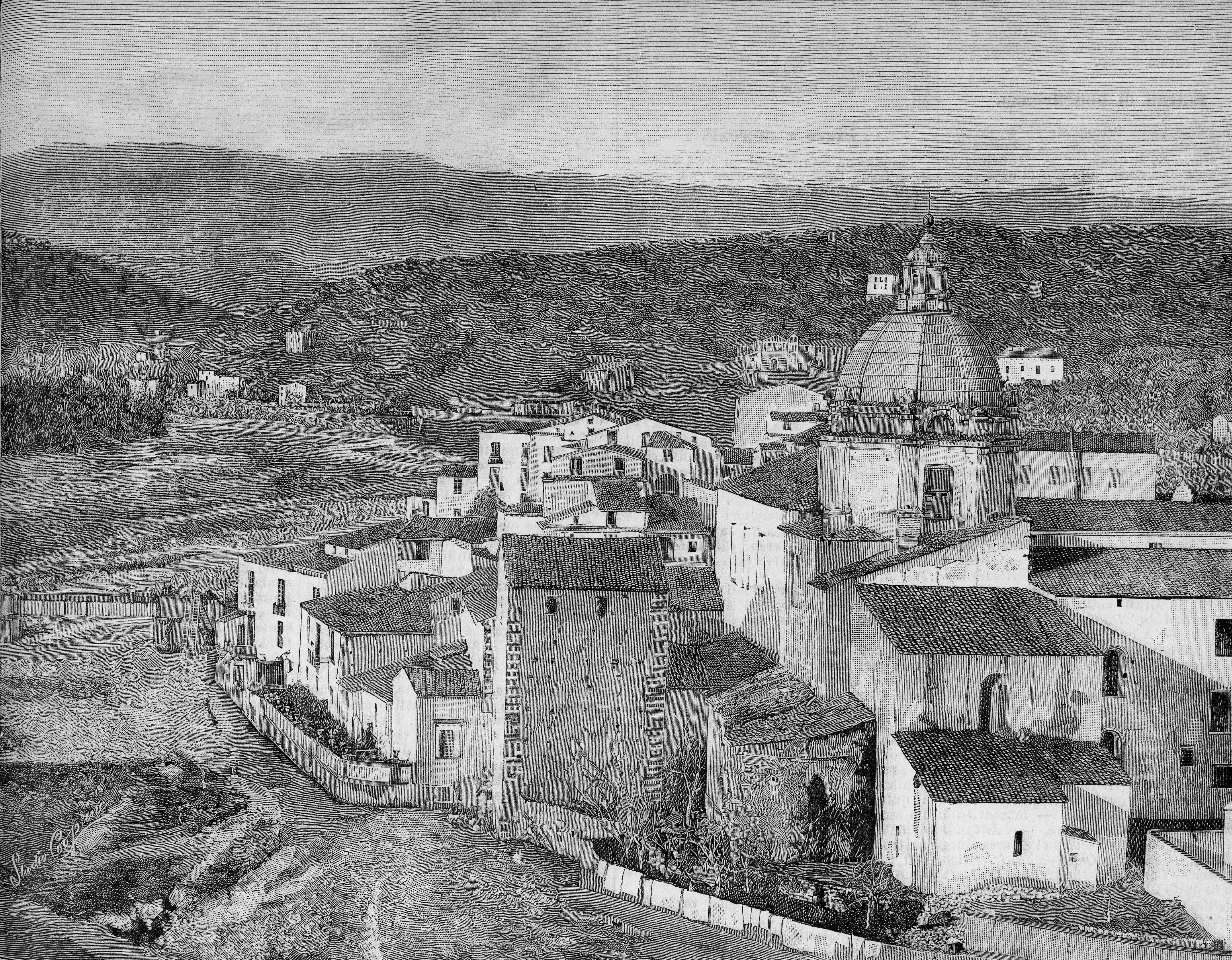
La chiesa di San Domenico in una xilografia di fine Ottocento

La chiesa venne edificata tra il 1441 e il 1468 per decisione della famiglia Sanseverino, in particolare Antonio Sanseverino, conte di Altomonte e Duca di San Marco Argentano che nel 1448 cede ai domenicani (insediati a Cosenza già dal 1240 circa) il suo palazzo e i territori adiacenti alla chiesa di San Matteo, nella zona dei Rivocati, allo scopo di edificare la nuova chiesa. La facciata conserva gli elementi originari della sua costituzione, con il rosone di facciata costituito da 16 colonnine disposte a raggiera da archetti contenenti segni simbolici di varia forma e l'arco in tufo che contornano lo stile gotico del portale ligneo d'ingresso che risale al 1614 commissionato dalla famiglia Cavalcanti ed intagliato con stemmi, motivi floreali e figure di santi..

## Descrizione
La cupola del monastero completa di tamburo ottagonale, attico ad occhioni e lanterna terminale, venne eretta tra la fine del XVII secolo e l’inizio del XVIII e grazie al lavoro del maestro stuccatore Pascale Gesumaria di Napoli venne completata con il lavoro di abbellimento interno nel 1758. La cupola oltre al meraviglioso aspetto estetico che è possibile ancora oggi ammirare, svolge una funzione essenziale all’interno della chiesa per la luminosità che conferisce all’intero edificio; nasce dall’intersezione di due volte a botte ed essendo finestrata, con l'ingresso della luce conferisce maggiore valore e dinamismo agli stucchi dell’altare centrale.

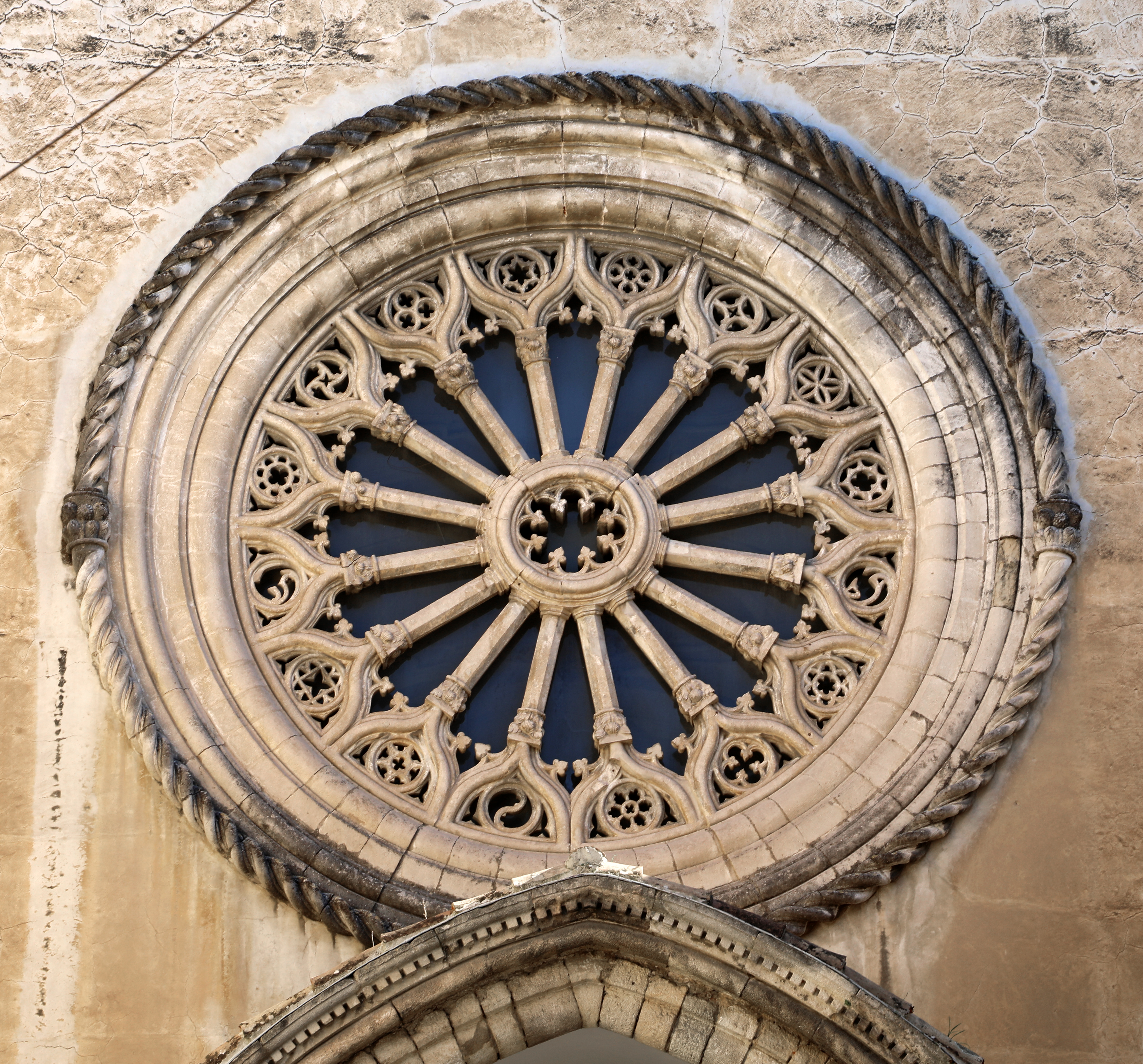
Il rosone

La struttura della Chiesa si presenta con un volume a pianta rettangolare con tetto a capanna e volte a botte lunettata raccordata da ampi finestroni che va a costituire la navata. L'interno è in stile tardo barocco con una volte a botte interamente stuccata, la cupola e il pavimento in marmo. 

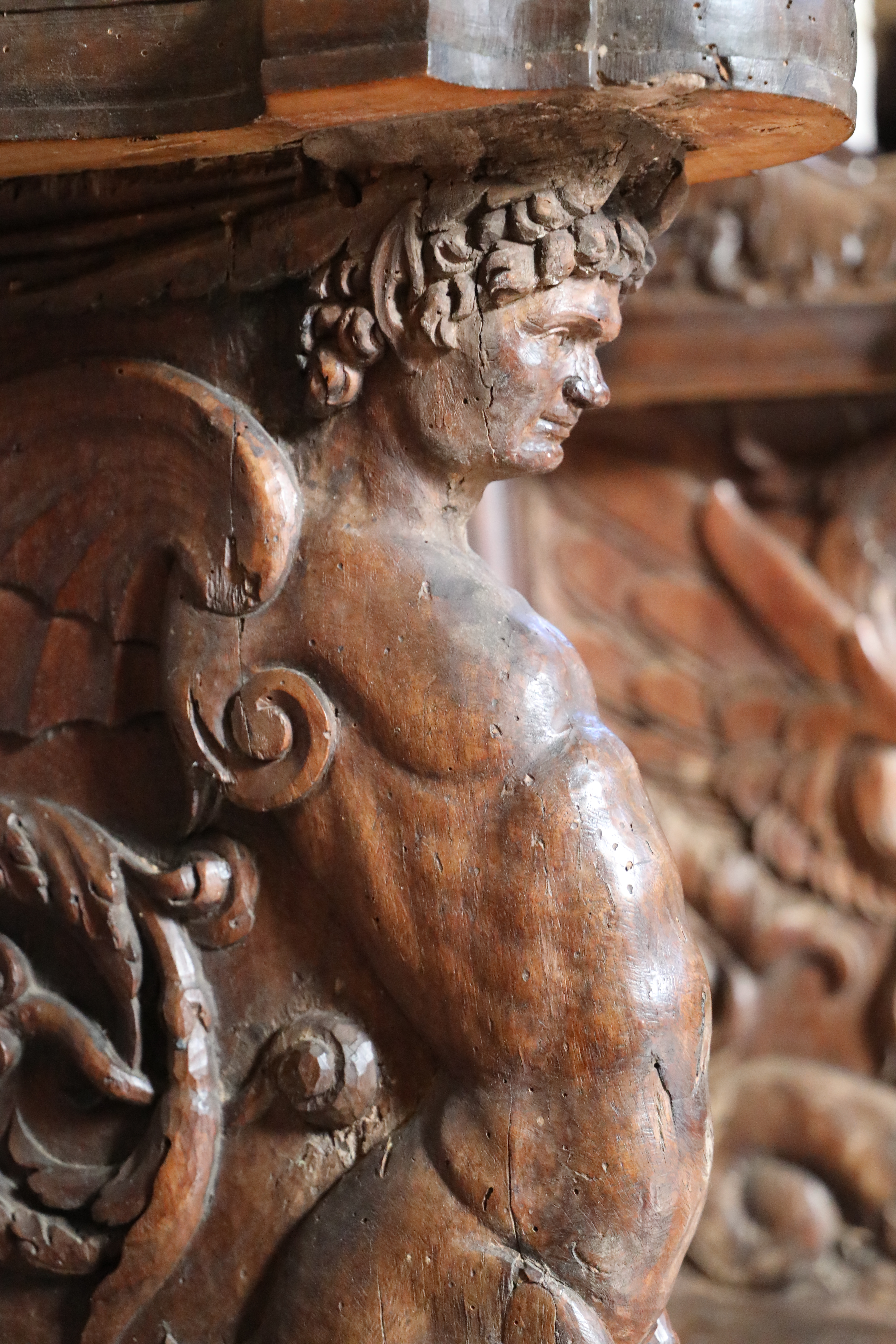
Il coro, dettaglio che rappresenta il Diavolo tentatore

La parte interna che è stata ristrutturata nel XVII secolo grazie al lavoro dello stuccatore Giovanni Calieri autore della rivisitazione della navata, mantiene lo stile gotico, mentre il coro ligneo risalente alla prima metà del 1600, fu realizzato dal maestro Fabrizio Volpe da Paterno con 52 stalli che rispecchiano il suo stile manierista. Quattro pilastri in tufo con volta a botte e con zoccolo in evidenza, vanno a formare tre nicchie per ogni lato evidenziando l'uso della colonna libera. L'altare maggiore ha forte valenza architettonica e scultorea, ricoperto da una cupola con pennacchi e realizzato in marmo policromo (1767); nel transetto vi è una Deposizione e un San Vincenzo Ferreri (fine del XVIII secolo, anonimo). La sagrestia che insiste in un vano pavimentato con piastrelle in cemento battuto, è nota per la sua volta a crociera intonacata, una bifora ogivale con due archi stretti in tufo e un coro di legno installato nel 1635. 
La cappella di destra, "cappella del Rosario" risale al XIII - XIV secolo e solo nel 1630 fu concessa alla Congrega del Rosario. L'Oratorio del Rosario è pavimentato in marmo, presenta una volta a vela con copertura lignea a lacunari composto da 35 riquadri, mentre nei primi anni del settecento furono eseguiti gli stucchi rinascimentali e le dorature, gli stalli di legno laccato e decorato realizzati da artigiani roglianesi, la cantoria con l’organo settecentesco in legno decorato, l’abside con la calotta che poggia su un sistema di archi, anch'essa stuccata e decorata in stile barocco. Tra le opere del pittore sanfilese Antonio Granata, la più importante è la tela raffigurante la Madonna del Rosario tra i Santi Domenico e Agnese da Montepulciano conservata nell'antico coro utilizzato oggi come sacrestia nella chiesa (fine del XVIII secolo). La cappella della famiglia Martucci conserva l'altare della Madonna della Febbre, opera del XVI secolo di Giovanni da Nola. La Madonna col Bambino, meglio nota come Madonna della Febbre, fu scolpita nel 1540, su una base raffigurante la Natività e l’Adorazione dei Magi, con ai lati l’Annunciazione e la Resurrezione. Nelle cappelle prossime al transetto si trovano altre opere del XV secolo, tra queste la rappresentazione di santa Liberata e dell'Eterno Padre.

## Complesso monumentale

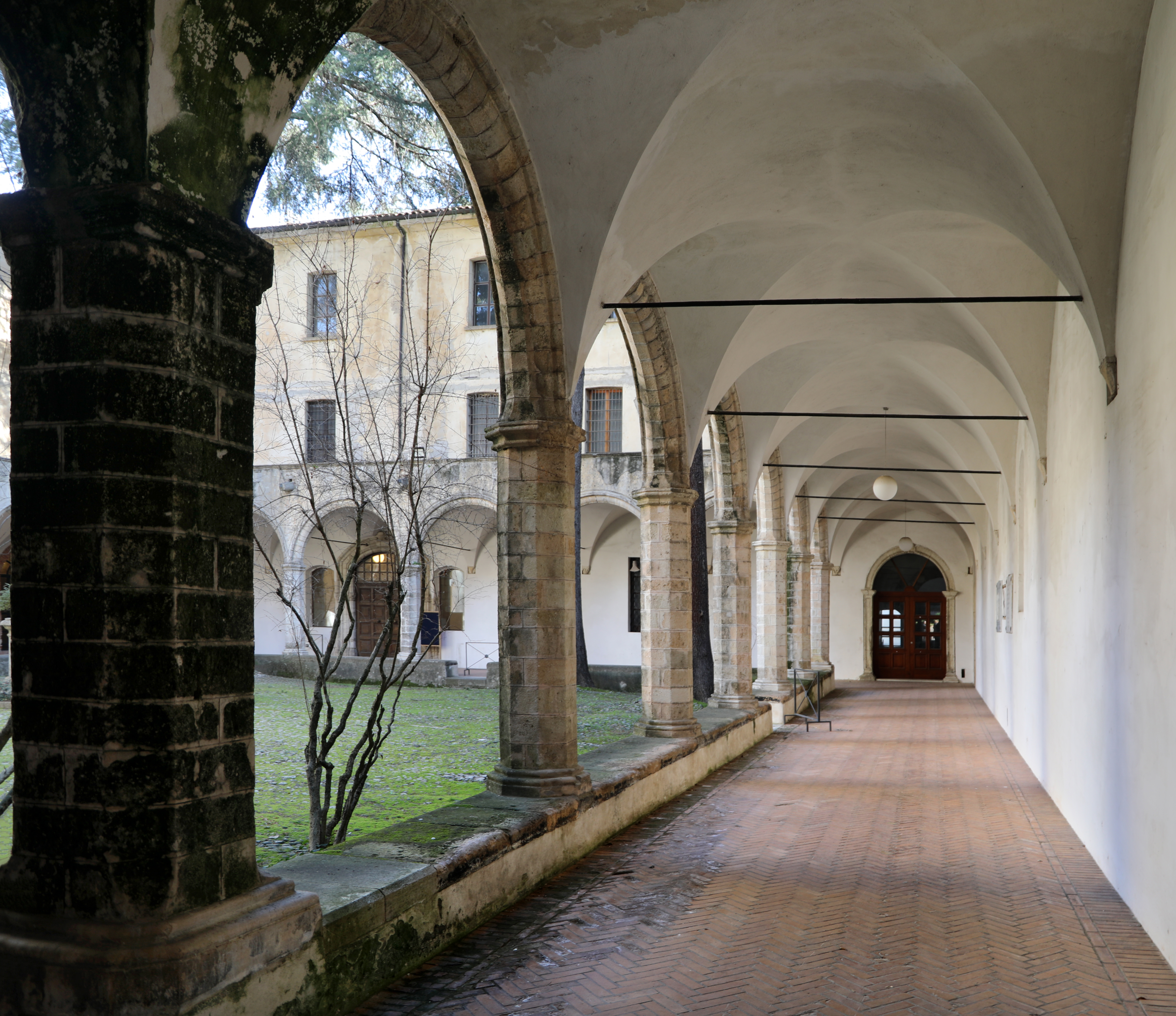
Il chiostro

L'antico convento con attigui due chiostri alla sinistra della chiesa che segnano il passaggio architettonico dagli elementi gotici alle prime forme rinascimentali ospita il BoCs Art Museum e gli uffici del Comune di Cosenza per i settori cultura e turismo. La Sala Capitolare del complesso ospita convegni e mostre, incontri letterari con presentazione di libri e concerti di musica da camera. Nel 1588 il complesso ospitò il filosofo Tommaso Campanella, che dimorò a Cosenza affascinato dal pensiero di Bernardino Telesio. 
Il museo ospita le opere d’arte contemporanea realizzate da più di 300 artisti italiani e internazionali che nel triennio 2015-2017 sono stati ospitati nelle Residenze Artistiche “BoCs Art” e mira a proiettare la città negli anni come polo di ricerca culturale dell’arte contemporanea. L'esposizione riflette la molteplicità dei linguaggi e delle tecniche con le quali si sono espressi gli artisti che hanno preso parte al progetto appartenenti a diverse generazioni e con percorsi di ricerca differenti, dalla pittura alla scultura, dalla fotografia all’installazione, dalla performance alla video-installazione.
Il complesso monumentale ospita il corso di laurea triennale in Infermieristica dall'anno accademico 2023 -2024. e dall'anno accademico 2025-2026 il corso di laurea triennale in Scienze e Tecniche Psicologiche e il corso di laurea in Fisioterapia dell'Università della Calabria con la creazione di un polo delle professioni sanitarie nel capoluogo.